# Regina Renzowa
Regina Renzowa Jürgens (* Brünn) ist eine deutsch-tschechische Sopranistin und Gesangspädagogin.

## Leben und Karriere
Regina Renzowa wurde als Regina Wernerova in Brünn/CZ geboren. Nach der Matura studierte sie Sologesang und Gesangspädagogik an der Janáček-Akademie der musischen Künste (JAMU) und schloss als Magistra ab. Noch während der Studien war sie zuerst in kleineren Rollen, bald in den größeren Opernpartien auf der Bühne tätig. Sie sang an der Kammeroper in Brünn und an der Oper in Troppau. Es folgten kurze Engagements am Staatstheater in Mährisch Ostrau und am Národní_divadlo Prag, bevor sie im Jahr 1986 ins Ausland nach Deutschland ging.
Sie besuchte die Meisterklasse von Vera Rosza, sang solistische Konzerte im Rhein-Main-Gebiet und traf in Frankfurt/M. die Künstlerin Soňa Červená, die ihr den Weg zum Engagement an der Oper Frankfurt zeigte. Renzowa arbeitete mit dem Orchester des Hessischen Rundfunks unter Peter Falk und mit der Kammeroper Frankfurt am Main zusammen. In internationalen Gesangswettbewerben gewann sie den Sonderpreis im 1. Bodensee Gesangswettbewerb in Bregenz 1991, 1992 den 3. Preis und den 2. Publikumspreis in Hamburg beim Robert-Stolz-Gesangswettbewerb und im Jahr 1993 den 1. Preis im Gesangswettbewerb Hartauer (organisiert von Herrn Peter Jansky) im Wiener Rathaus. Nach einem Engagement am Pfalztheater in Kaiserslautern war sie ab der Spielzeit 1995/1996 als Gastsolistin am Hessischen Staatstheater, später dann am Staatstheater in Darmstadt, am Landestheater in Detmold und in Erfurt tätig. Ab 1995 nahm sie Belcanto-Unterricht in Italien bei Claudio Giombi. Ab der Spielzeit 1996/1997 war sie mehrere Jahre als ständige Solistin der Volksoper in Wien tätig, wo sie die Donna Elvira in Don Giovanni, die Saffi in Der Zigeunerbaron, die Sylva Varescu in Die Csardasfürstin und die Hanna Glawari in Die lustige Witwe sang. Es folgten Auftritte am Teatro Verdi in Triest, Nationaltheater Mannheim und an der Deutschen Oper am Rhein, am Nationaltheater Brünn war sie in den Partien von Verdi und Korngold zu sehen. In Deutschland sang und organisierte sie viele Benefizkonzerte für kranke Kinder im Rhein-Main Gebiet und trat bei der René-Kollo-Gala auf der Freilichtbühne in Ötigheim auf. Ab 1998 war Renzowa sowohl mit dem Symphonieorchester der Wiener Volksoper als auch mit anderen Orchestern in Japan und Asien als Solistin in zahlreichen Konzerten tätig. Für die Doppelrolle Marietta/Marie in E. W. Korngolds Oper „Die tote Stadt“ gewann sie 2003 für die beste Opern-Interpretation des Jahres 2002 den nationalen Opernpreis „Cena Thálie“ in Prag.
Danach musste sie aus familiärem Grund ihre Bühnentätigkeit einschränken, übersiedelte nach Wien und pflegte bis auf weiteres nur Konzertauftritte. 2001 und 2003 war sie mit ihrem „Renzowa Trio“ auf Tourneen in Japan und organisierte Benefizkonzerte für OSF Wien. 2004 war sie in Prag beim Musikfestival „Prager Frühling“ sowie 2006 in Japan konzertant tätig. Danach war sie Gastsolistin (in Opern: Dalibor, Rusalka, Il Barbiere di Siviglia, Die Zauberflöte) der Oper in Pilsen. 2009 trat sie solistisch in der Oper „Die verkaufte Braut“ bei der Jubiläumssaison an der Opern Air in Gars am Kamp auf. Sie unterrichtete junge Opernsänger in Meisterklassen in Peking, in Europa und Wien (2006–2010) und nahm eine Professur am Konservatorium in Brünn an. Sie war als Jurorin in mehreren Gesangswettbewerben wie dem Robert-Stolz-Wettbewerb in Hamburg 2003, Iuventus Canti 2012 in der Slowakei, Martinu und Jugend 2013, Pro Bohemia 2013–2020 und Feurich Competition Vienna 2017–2020 eingeladen. Bis Ende März 2018 war Renzowa Jürgens als Gesangspädagogin am Staatlichen Konservatorium in Brünn (Brno/CZ) tätig. Sie sang zahlreiche Konzerte im Borromäus Konzertsaal in Wien und im Konzertsaal von Franz Schuberts Geburtshaus.
Seit 2019 unterrichtet sie klassischen Gesang und Opern-Interpretation am Franz Schubert Konservatorium in Wien und erteilt Privatunterricht in Sologesang, Opern- und Operetten-Interpretation in der Klaviergalerie Wien, wo sie auch internationale Workshops mit Arien und Liedern der tschechischen Komponisten Leoš Janáček, Antonín Dvořák, Bohuslav Martinů und Bedřich Smetana für Opernsänger und Gesangsstudenten veranstaltet.
Sie war von 1986 bis 1993 mit G. K. Harwardt und ab 1993 bis 2006 mit E. F. Jürgens in Deutschland verheiratet, aus der zweiten Ehe stammt ihr Sohn, geboren 1993 in Deutschland.